# Герб комуни Ліндесберг
Герб комуни Ліндесберг (швед. Lindesbergs kommunvapen) — символ шведської адміністративно-територіальної одиниці місцевого самоврядування комуни Ліндесберг. 

## Історія
Від XVІІ століття місто Ліндесберг використовувало герб. Він був зафіксований у королівському привілеї 1645 року. 

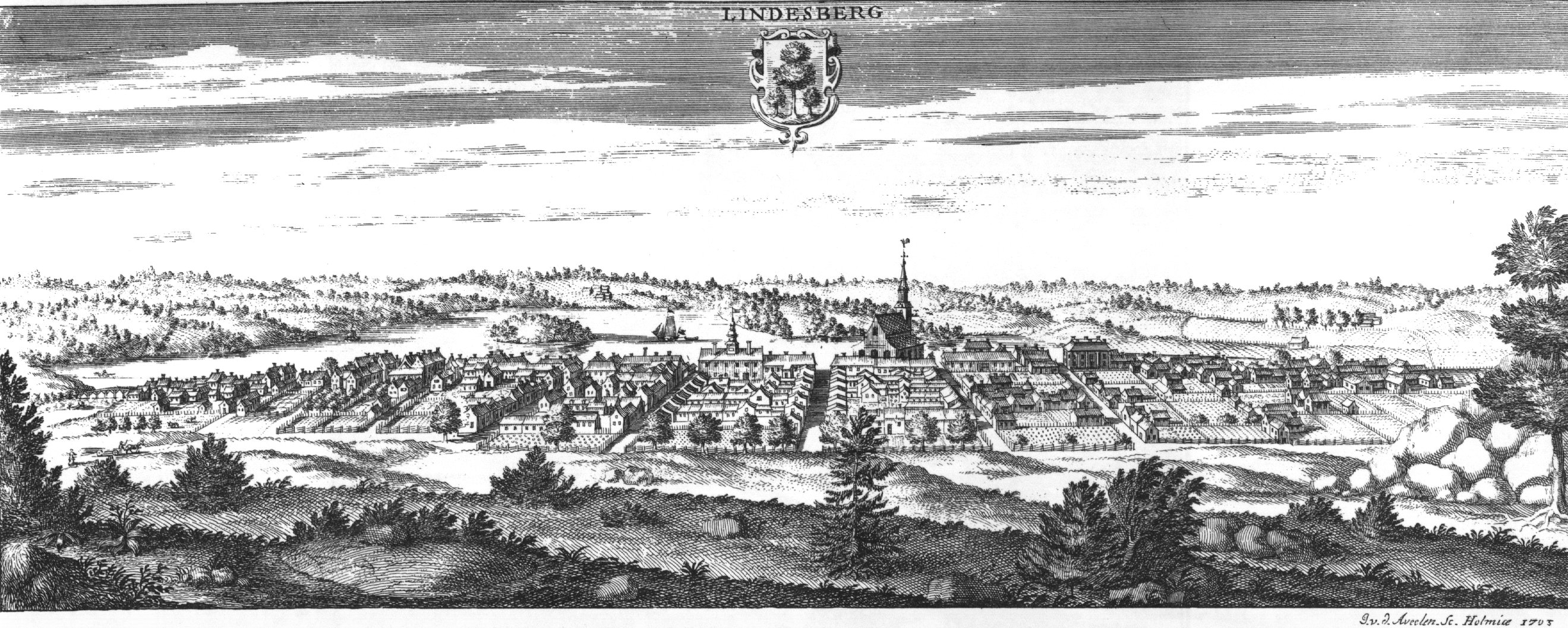
Герб на гравюрі з панорамою міста Ліндесберг (біля 1700 р.)

Герб міста Ліндесберг отримав нове королівське затвердження 1945 року.   
Після адміністративно-територіальної реформи, проведеної в Швеції на початку 1970-х років, муніципальні герби стали використовуватися лишень комунами. Цей герб був 1971 року перебраний для нової комуни Ліндесберг.
Герб комуни офіційно зареєстровано 1975 року.

## Опис (блазон)
У срібному полі з зеленого тригорба виходить така ж липа з листочками. 

## Зміст
Називний герб. Вказує на назву комуни, яка дослівно перекладається як «липова гора».